# Franco Bosio
Franco Bosio, noto anche con lo pseudonimo di Orofilo (Torino, 2 marzo 1954), è un enigmista italiano.
È uno dei più importanti autori di rebus. Nel suo palmarès spiccano, oltre a numerosi piazzamenti in concorsi nazionali, la vittoria nel Play Off 2008/09, concorso a tappe bandito annualmente dalla rivista di enigmistica classica Leonardo, e la vittoria nel prestigiosissimo Concorso Briga 2015, bandito dalla Settimana Enigmistica.
È anche uno storico dell’enigmistica.

## Biografia
Talento precoce, ha esordito come autore di rebus nel 1968 sul 28º fascicolo della Domenica Quiz. Nel settembre 1971 viene pubblicato il suo primo rebus sulla Settimana Enigmistica: C alza remo C; assi N I = calzare mocassini. 
Dalla metà degli anni ‘70 la collaborazione con la Settimana Enigmistica si intensifica. Sotto l’egida di Briga, Giancarlo Brighenti, padre del rebus moderno e responsabile della pagina degli illustrati di quel settimanale, Bosio raggiunge la piena maturità compositiva e consegue i primi piazzamenti nel Concorso Briga - sezione classici (quinto nel 1976 alla prima partecipazione, secondo nel 1977). In occasione del Concorso del 1976 Bosio appare per la prima volta con lo pseudonimo Orofilo, con il quale diverrà famoso tra i cultori e gli specialisti del rebus.
Come tutti gli allievi di Briga maturati tra gli anni Settanta e Ottanta, le sue composizioni migliori rispettano l’equilibrio, previsto dal triangolo brighiano, tra inventiva della chiave, precisione della frase finale e bellezza dell’illustrazione. La costanza e la qualità della sua produzione, caratterizzata almeno fino agli anni ‘90 dalla ricerca di frasi finali gnomiche, gli hanno fruttato altre medaglie al Briga: in particolare, si è piazzato terzo nel 1984, nel 1991, nel 2004 e nel 2006, secondo nel 1989, primo nel 2015.
Nella più che quarantennale carriera in enigmistica classica, ancora ininterrotta, ha inoltre vinto il Concorso rebus Penombra 1984, il Campionato autori rebus dell’Enimmistica Moderna 1985 e 1990, il concorso rebus Superprestige 1989 e 1990, il concorso Snoopy 1996 (ex aequo con Cyborg), il concorso rebus bandito in occasione del 57º Congresso Nazionale di Enigmistica Classica e 19º Convegno A.R.I. di Amalfi del 1998, il Play Off 2008/09 e il concorso rebus bandito per la 20ª Festa della Sibilla (2013). È anche valente autore di crittografie, avendo sotto la sua cintura la Coppa Crittografica e il Campionato autori di Penombra 1981, il Concorso autori dell’Enimmistica Moderna 1987 e 1991 e il Concorso “Il Gagliardo” per una coppia di crittografie, bandito per il 62º Congresso Nazionale di Enigmistica Classica di Modena (2006).
È considerato uno dei più importanti esponenti di tutti i tempi della scuola rebussistica piemontese. 
In qualità di animatore di gruppi di autori e solutori, ha contribuito a dare nuova linfa all’enigmistica classica piemontese, coltivando giovani autori oggi affermati (come Cinocina, Davide Giacometto, e iltopo, Stefania Comoglio) o dalle sicure prospettive (tra i quali Microfibra, Simona Nicolucci, e Rutello, Giulio Rastello). Si è prodigato nell'organizzazione di molti Convegni A.R.I. e di Congressi Nazionali di Enigmistica Classica.
In quanto bibliofilo, è uno dei massimi collezionisti e conoscitori italiani di materiale che abbia a che fare con l’enigmistica.
Ha scritto, per i tipi di Vallardi, Il libro dei Rebus, pubblicato nel 1993 e insignito del premio Capri dell’Enigma 1994.
Nel 1994 gli è stato assegnato il trofeo A.R.I., il più alto riconoscimento dell’Associazione Rebussistica Italiana. Di questa associazione è stato parte del comitato esecutivo dal 1980, anno della costituzione dell'Associazione, e presidente dal 2003 al 2012, per un totale di tre mandati consecutivi.
Ha scritto inoltre l’opuscolo divulgativo Invito al rebus.
Lo pseudonimo Orofilo, dal greco 'amico dei monti', è dovuto alla passione che Bosio nutre per il trekking.